# ʿAbdallāh ibn Saba'

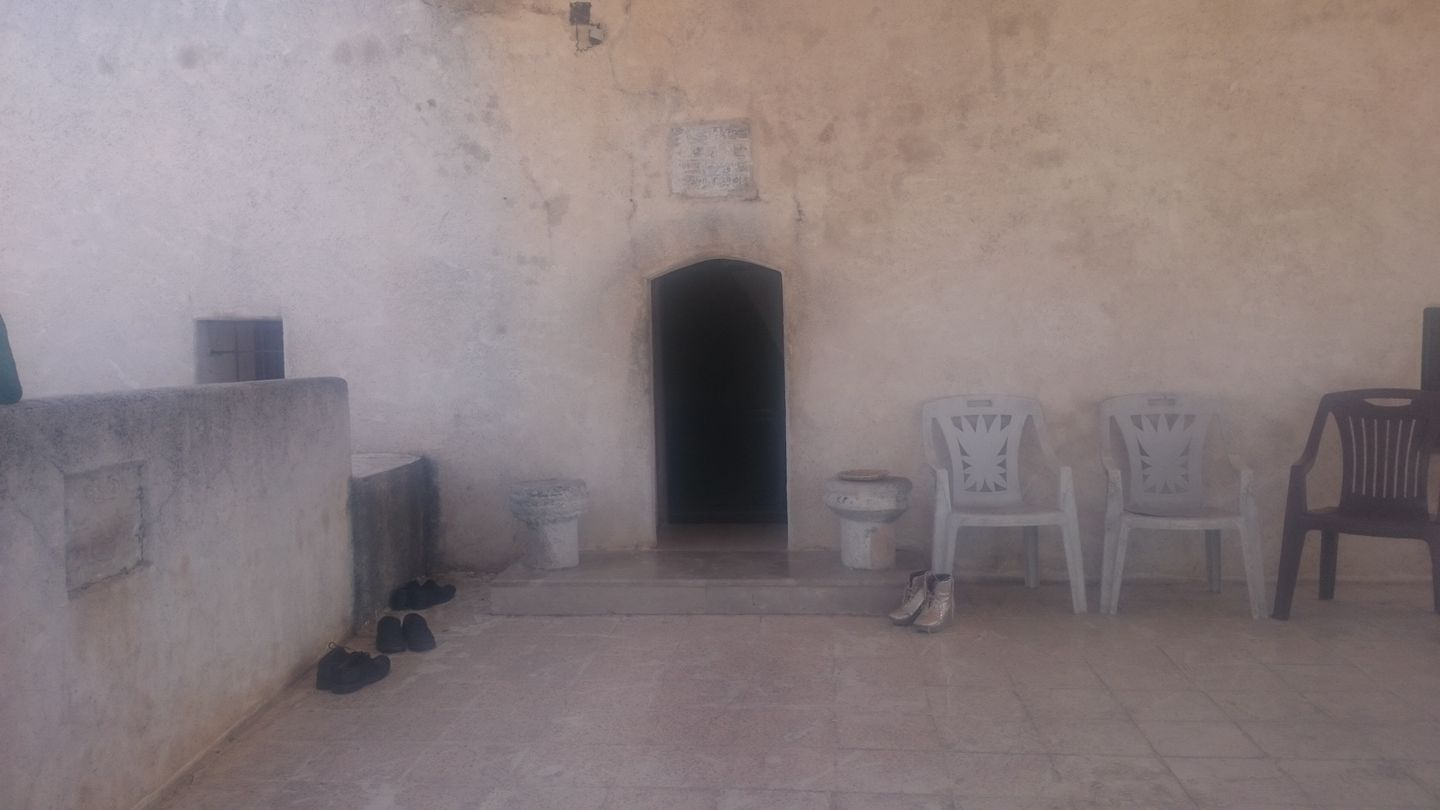
ʿAbdallāh ibn Saba' gewidmetes alawitisches Heiligtum in der Nähe von Qardaha

ʿAbdallāh ibn Saba'  (arabisch عبد الله بن سبأ, DMG ʿAbdallāh ibn Sabaʾ) war ein Anhänger des Kalifen ʿAlī ibn Abī Tālib und gilt als Begründer der schiitischen Ghulāt-Tradition. Seine Anhängerschaft wird in der islamischen Doxographie als eigene Sekte mit dem Namen Saba'īya aufgeführt. Nach Überlieferungen, die von dem kufischen Geschichtsschreiber Saif ibn ʿUmar angeführt werden und Aufnahme in at-Tabarīs Geschichtswerk gefunden haben, war ʿAbdallāh ibn Saba' die treibende Kraft hinter der Aufstandsbewegung, die den Sturz des dritten Kalifen ʿUthmān ibn ʿAffān (reg. 644–656) betrieb und ʿAlī ibn Abī Tālib an die Macht brachte.

## Identität
Nach der imamitischen Tradition und der Überlieferung des Saif ibn ʿUmar war ʿAbdallāh ibn Saba' ein zum Islam konvertierter Jude. Nach dem Bericht des Saif ibn ʿUmar, der in at-Tabarīs Geschichtswerk aufgenommen wurde, stammte er aus Sanaa und trat während der Regierung ʿUthmāns zum Islam über. Die Nachrichten über ihn sind aber verworren, so dass sich kein klares Bild von seinem Wirken gewinnen lässt. Zum Teil ist sogar seine Existenz überhaupt angezweifelt worden. Da sich die späteren Ghulāt-Gruppierungen jedoch selbst auf ihn berufen und ihn als Verkünder ihrer Geheimlehren verehren, ist eine bloße Erfindung allerdings unwahrscheinlich.

## Rolle in der Aufstandsbewegung gegen den Kalifen ʿUthmān
Nach dem Bericht des Saif ibn ʿUmar, der in at-Tabarīs Geschichtswerk zitiert wird, zog ʿAbdallāh ibn Saba' während des Kalifats von ʿUthmān ibn ʿAffān den in Syrien lebenden Prophetengefährten Abū Dharr al-Ghifārī auf seine Seite und wiegelte ihn gegen dessen Statthalter Muʿāwiya ibn Abī Sufyān auf. Sodann zog er nach Basra und konnte dort unter den Unzufriedenen mit seinen Lehren einige Anhänger gewinnen, darunter den abgesetzten Statthalter von Sidschistan Hukaim ibn Dschabala. Als ʿUthmāns Statthalter davon hörte, wies er ʿAbdallāh ibn Saba' aus, woraufhin dieser nach Kufa weiterzog. Auch dort wurde er ausgewiesen, so dass sich ʿAbdallāh ibn Saba' schließlich in Ägypten niederließ. Er und seine Anhänger im Irak begannen miteinander zu korrespondieren, und Männer reisten zwischen ihnen hin und her.
Nach Saifs Bericht pries ʿAbdallāh ibn Saba' in seinen Predigten ʿAlī als Mohammeds Testamentsvollstrecker (waṣī) und fragte dann: „Wer begeht ein größeres Unrecht als ein Mensch, der das Testament des Gottesgesandten nicht vollstreckt, der den Vollstrecker des Gottesgesandten angegriffen und die Macht über die Umma an sich gerissen hat?“ ʿAbdallāh ibn Saba' soll ʿUthmān als Usurpator, der ʿAlīs Recht als Mohammeds Testamentsvollstrecker übergangen hatte, dargestellt und die Menschen offen zum Aufstand gegen ihn ausgerufen haben. Saifs Bericht zitiert ihn mit den Worten: „Erhebt euch bei dieser Angelegenheit und treibt sie voran! Beginnt damit, eure Anführer zu verunglimpfen, und zeigt das Gebieten des Rechten und Verbieten des Verwerflichen, um die Menschen geneigt zu machen! Und ruft sie zu dieser Sache auf!“ ʿAbdallāh ibn Saba' habe seine Rufer ausgesandt und seine Anhänger in den verschiedenen Lagerstädten mobilisiert, so dass diese heimlich für seine Lehren warben, zum Gebieten des Rechten und Verbieten des Verwerflichen aufriefen und damit anfingen, in Briefen die Laster ihrer Statthalter zu thematisieren.
Unter den Männern, die in Ägypten mit ʿAbdallāh ibn Saba' zusammenarbeiteten, nennt Saifs Bericht Chālid ibn Muldscham, Sūdān ibn Humrān as-Sakūnī und Kināna ibn Bischr at-Tudschībī. Sie sollen auch ʿUthmāns Abgesandten ʿAmmār ibn Yāsir auf ihre Seite gebracht haben. Sie schrieben an ihre Anhänger in Kufa und Basra und alle diejenigen, die sich mit ihnen gegen ihre Anführer erheben wollten, und vereinbarten einen Tag für den Aufstand. Allerdings war der einzige Ort, an dem dieser Plan zur Ausführung gelangte, Kufa. Hier unterstützten Männer, die mit ʿAbdallāh ibn Saba' im Briefkontakt standen, den Aufstand Yazīd ibn Qais al-Arhabī (gest. 657) gegen ʿUthmāns dortigen Statthalter Saʿīd ibn al-ʿĀs. At-Tabarī datiert dieses Ereignis auf das Jahr 34 d.H., das im Juli 655 begann.
Da die Statthalter nun stärker gegen die Propagandisten ʿAbdallāh ibn Saba's durchgriffen, konnten diese die Lagerstädte nicht mehr betreten. Sie riefen deshalb ihre Anhänger in diesen Städten dazu auf, sich in Medina zu versammeln, dort das Rechte zu gebieten und ʿUthmān wegen einiger Dinge zur Rede zu stellen. Dies geschah auch. ʿAbdallāh ibn Saba' selbst zog im Schauwāl des Jahres 35 (= April 656) in Begleitung von 600 bis 1.000 Mann, die in vier Kompanien aufgeteilt waren, von Ägypten nach Medina. Aufgrund der Rolle, die ʿAbdallāh ibn Saba' in der Aufstandsbewegung gegen ʿUthmān spielte, die schließlich auch zur Ermordung des Kalifen führte, wurde er als derjenige betrachtet, durch den „die Welt ins Chaos gestürzt wurde“ (fāḍat ad-dunyā).

## Lehren
Nach der imamitischen Tradition, deren älteste Form in dem Buch der Sekten der Schia (Firaq aš-šīʿa) von al-Hasan ibn Mūsā an-Naubachtī festgehalten ist, war ʿAbdallāh ibn Saba' der erste, der die Lehre von ʿAlīs Imamat verbreitete. Gleichzeitig habe er die drei ersten Kalifen Abū Bakr, Umar ibn al-Chattab und ʿUthmān geschmäht und sich von ihnen losgesagt. ʿAbdallāh ibn Sabaʾ berief sich dabei auf ʿAlī selbst und behauptete, er habe ihn das so geheißen. Als ʿAlī davon erfuhr, schickte er ihn nach al-Madāʾin in die Verbannung. Als ʿAbdallāh ibn Sabaʾ dort die Nachricht vom Tode ʿAlīs erreichte, soll er deren Richtigkeit abgestritten und ʿAlīs Wiederkehr als Weltenherrscher verkündet haben. Seine Anhänger, so heißt es bei einem anderen imamitischen Autor, zogen zum Hause ʿAlīs und sprachen dort: „Wir wissen, dass er nicht getötet wurde und dass er nicht sterben wird, damit er dereinst die Araber mit seinem Schwert und seiner Geißel leitet, so wie er sie (bisher) mit seinem Argument und seinem Beweis geführt hat.“
An-Naubachtī überliefert auch die Auffassung, dass ʿAbdallāh ibn Saba' ursprünglich ein Jude war. Das, was er über die Stellung ʿAlīs nach dem Tode Mohammeds lehrte, soll er, als er noch dem Judentum anhing, bereits über Josua nach dem Tode des Moses vertreten haben. Demnach war ʿAbdallāh ibn Sabaʾs Lehre über ʿAlī die Übertragung einer jüdischen Lehre in den Islam. „Daher“, so schreibt an-Naubachtī, „haben die Gegner der Schia behauptet, das Rafiditentum sei ursprünglich aus dem Judentum hervorgegangen.“
Die sunnitische Tradition, die durch das Buch „Die Lehren der Anhänger des Islam und der Dissens der Betenden“ (Maqālāt al-islāmīyīn wa-ḫtilāf al-muṣallīn) von Abū l-Hasan al-Aschʿarī und das Buch „Der Unterschied zwischen den Sekten“ (al-Farq baina l-firaq) von ʿAbd al-Qāhir al-Baghdādī (st. 1037) repräsentiert wird, stimmt mit der imamitischen Tradition darin überein, dass ʿAbdallāh ibn Saba' den Tod ʿAlīs leugnete und seine Entrückung und „Wiederkehr“ (raǧʿa) lehrte. Im Unterschied zur schiitischen Überlieferung war allerdings ʿAbdallāh ibn Saba' nicht selbst jüdischer Herkunft, sondern einer seiner Anhänger namens Ibn Saudā', der „Sohn der Schwarzen“, ein Jude aus al-Hīra. Er übertrug seine auf die Thora gegründete Lehre, wonach jeder Prophet einen „Bevollmächtigten“ (waṣī) hat, auf den Islam und das Verhältnis zwischen Mohammed und ʿAlī. Eine Besonderheit al-Baghdādīs ist, dass nach seiner Aussage ʿAbdallāh ibn Saba' zunächst die Behauptung aufstellte, ʿAlī sei ein Prophet gewesen, später aber behauptete, er sei ein Gott.
Saif ibn ʿUmar berichtet, ʿAbdallāh ibn Sabaʾ habe die Lehre vertreten, am Ende der Zeiten werde nicht Jesus zurückkehren, sondern der Prophet Mohammed, weil er würdiger als er sei. Dabei bezog er sich auch auf die koranische Aussage in Sure 28:85: „Der, der dir die Lesung (al-qurʾān) auftrug, bringt dich zum Ort der Wiederkehr zurück.“ Seinen Anhängern habe er den Begriff der Wiederkehr (raǧʿa) geprägt, so dass sie viel darüber sprachen. Außerdem habe er gelehrt, dass es 1.000 Propheten gebe, wobei jeder seinen Testamentsvollstrecker (waṣī) habe. Der Testamentsvollstrecker von Mohammed sei ʿAlī. So wie Mohammed das Siegel der Propheten sei, sei ʿAlī das Siegel der Bevollmächtigten.

## Beurteilung in der Moderne
Für viele arabische Gelehrte des 20. Jahrhunderts war die Figur ʿAbdallāh ibn Saba's ein wichtiger Bestandteil ihrer Interpretation der Frühgeschichte des Islams. ʿAbdallāh ibn Saba' als jüdischem Konvertiten wurde dabei die Schuld an der unheilvollen Spaltung der Muslime während der ersten Fitna gegeben. So verwies zum Beispiel der Mufti von Jerusalem, Mohammed Amin al-Husseini, der als Kollaborateur des Nationalsozialismus im Zweiten Weltkrieg bekannt wurde, in seinen Äußerungen gegen den Zionismus gern auf die verderblichen Umtriebe ʿAbdallāh ibn Sabaʾs. Ähnliche Interpretationen finden sich auch bei den frühen Orientalisten, die sich auf die sunnitische Tradition stützten. Alfred von Kremer beispielsweise schrieb 1868, dass „der erste Schlag, der gegen den Islam geführt ward, [...] von einem südarabischen Juden namens Abdallah ibn Sabaʾ“ kam.
Derartige Urteile belasteten allerdings auch das Verhältnis zwischen Sunniten und Schiiten, weil sich Schiiten dadurch dem Vorwurf ausgesetzt sahen, ihre Gemeinschaft sei das Ergebnis einer nichtarabischen, jüdischen Verschwörung gegen Islam und Arabertum. In dieser Situation verfassten einige schiitische Autoren Bücher, in denen sie ʿAbdallāh ibn Saba' als eine bloße Erfindung abtaten. Als Erfinder dieser Figur betrachteten sie dabei entweder Saif ibn ʿUmar oder die Umayyaden, gegen die sich die von ʿAbdallāh ibn Saba' ausgelöste Revolution richtete.